# Líneas de Media Distancia en Levante

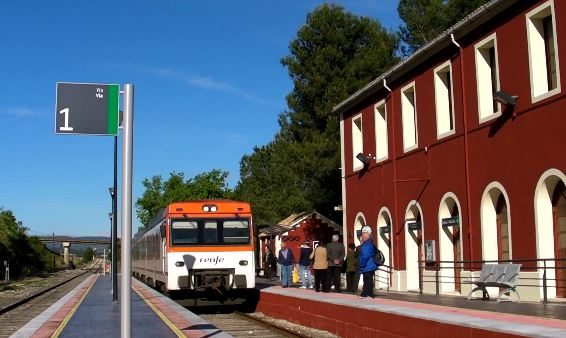
592 de la línea 47 en la estación de Onteniente.

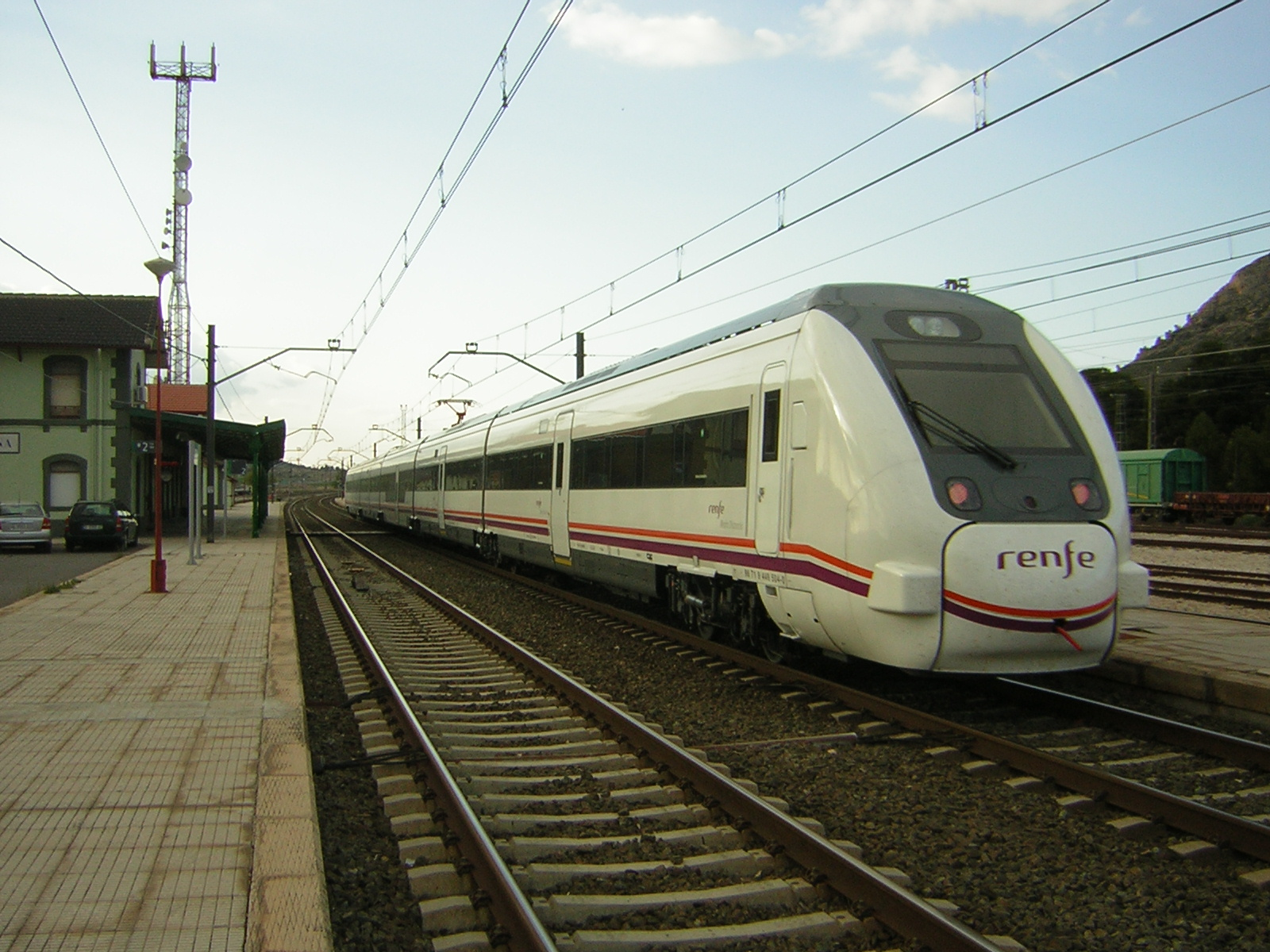
449 utilizado en la línea 45 y 61.

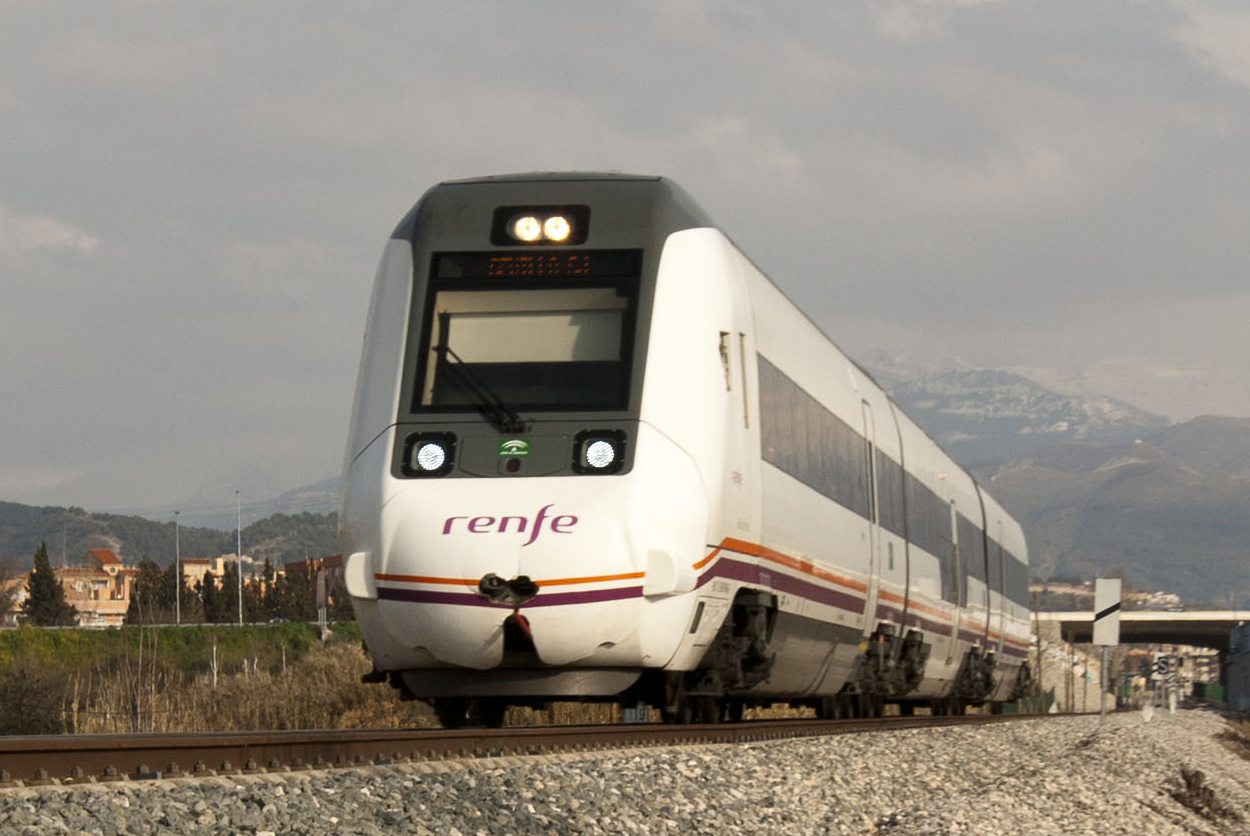
599 utilizado en la línea 43, línea 44 y línea 49.

Las líneas de Media Distancia en Levante componen la red de trenes regionales que circulan en la Comunidad Valenciana así como de la Región de Murcia.Varias líneas de servicios llegan hasta Castilla-La Mancha atravesando estas comunidad de este a oeste o viceversa, ya sean por la línea de Cuenca o la línea de Albacete hasta Ciudad Real y también hasta Aragón por la línea de Teruel hasta Zaragoza y Huesca, otra llega hasta Cataluña y otra hasta Andalucía. Son realizados por Renfe Operadora.
Anteriormente estas líneas se denominaban mediante la letra L seguida de un número de identificación. Actualmente se denominan mediante números, sin distinguir entre comunidades autónomas.

## Líneas
| Número | Tipo de Servicio | Tipo de tren | Trayecto                                                           | Estaciones |
| ------ | ---------------- | ------------ | ------------------------------------------------------------------ | --- |
| 43     | MD               | 599          | Alicante - Murcia - Lorca                                          | Alicante-Terminal · Sant Gabriel · Elche-Parque · Elche Carrús · Callosa de Segura · Orihuela · Murcia del Carmen · Librilla · Alhama de Murcia · Totana · Estación de Lorca-Sutullena |
| 44     | MD Proximidad    | 599 592      | Valencia - Alicante - Murcia - Cartagena                           | Valencia Norte · Játiva · Villena · Sax · Elda-Petrer · Novelda · Alicante-Terminal · Sant Gabriel · Torrellano · Elche-Parque · Elche Carrús · Crevillente · Albatera-Catral · Callosa de Segura · Orihuela · Beniel · Murcia-Estación del Carmen · Balsicas-Mar Menor · Torrepacheco · Cartagena |
| 45     | MD               | 449          | Alicante - Albacete-Los Llanos - Alcázar de San Juan - Ciudad Real | Alicante-Terminal · Elda-Petrer · Villena · Almansa · Albacete-Los Llanos · La Gineta · La Roda · Minaya · Villarrobledo · Socuéllamos · Campo de Criptana · Alcázar de San Juan · Cinco Casas · Manzanares · Daimiel · Almagro · Ciudad Real-Central |
| 46     | Regional Exprés  | 470          | Valencia - Albacete-Los Llanos - Alcázar de San Juan               | Valencia Norte · Játiva · Caudete · Villena · La Encina · Almansa · Albacete-Los Llanos · La Gineta · La Roda · Minaya · Villarrobledo · Socuéllamos · Campo de Criptana · Alcázar de San Juan |
| 47     | Regional         | 592          | Valencia - Játiva - Alcoy                                          | Valencia Norte · Játiva · Genovés · Benigánim · Puebla del Duc · Montaberner · Bufalí · Albaida · Agullent · Onteniente · Agres · Cocentaina · Alcoy |
| 48     | Regional         | 592          | Valencia - Cuenca - Madrid                                         | Valencia-San Isidro · Aldaya · Cheste · Chiva · Buñol · Requena · Utiel · Las Cuevas · Camporrobles · Villora · Yémeda-Cardenete · Arguisuelas · Carboneras de Guadazaón · Cañada del Hoyo · Cuenca · Chillarón · Villar de Saz · Cuevas de Velasco · Castillejo-Romeral · Caracenilla · Huete · Vellisca · Paredes de Melo · Huelves · Tarancón · Santa Cruz de Zarza · Villarrubia de Santiago · Noblejas · Ocaña · Ontígola · Aranjuez · Villaverde Bajo •Madrid-Atocha Cercanías                                                                  |
| 49     | MD               | 599          | Valencia - Teruel - Zaragoza - Huesca                              | Valencia Norte · Valencia-Cabañal · Sagunto · Segorbe-Ciudad · Barracas · Rubielos de Mora · Mora de Rubielos · Sarrión · Puebla de Valverde · Puerto Escandón · Teruel · Cella · Santa Eulalia del Campo · Villafranca del Campo · Monreal del Campo · Torrijo del Campo · Caminreal · Calamocha Nueva · Navarrete · Lechago · Cuencabuena · Ferreruela · Villahermosa · Badules · Villadoz · Villarreal de Huerva · Encinacorba · Cariñena · Longares · Arañales-Muel · María Huerva · Zaragoza-Delicias · Zaragoza P. · Zuera · Tardienta · Huesca |
| 50     | Regional Exprés  | 470          | Valencia - Castellón de la Plana - Vinaroz - Tortosa               | Valencia Norte · Valencia-Cabanyal · Sagunto · Villareal · Castellón de la Plana · Benicasim · Oropesa · Torreblanca · Alcalà de Xivert · Benicarló-Peníscola · Vinaroz · Ulldecona-Alcanar-La Senia · Aldea-Amposta-Tortosa · Tortosa |
| 61     | Intercity        | 449          | Alicante - Albacete-Los Llanos - Alcázar de San Juan - Jaén        | Alicante-Terminal · Elda-Petrer · Villena · Almansa · Albacete-Los Llanos · La Roda · Villarrobledo · Socuéllamos · Campo de Criptana · Alcázar de San Juan · Manzanares · Valdepeñas · Santa Cruz de Mudela · Almuradiel · Vilches · Linares-Baeza · Mengíbar-Artichuela · Jaén |